# Prunéřov
Prunéřov (deutsch Brunnersdorf) ist ein Ortsteil von Kadaň und liegt am Fuße des Erzgebirges zwischen Wiesen, Feldern und Obstgärten. Es erstreckt sich über eine Länge von ca. 2,8 Kilometer. Die durchschnittliche Höhe beträgt 323 Meter über dem Meeresspiegel.

## Geschichte
Die Gründung des Dorfes wird auf 1261 datiert. Man geht davon aus, dass es durch Arno von Kaaden auf Anweisung von König Přemysl Ottokar II. erfolgte. Ursprünglich hieß das Dorf Brunhartsdorf, aber auch Villa Brumarsdorf, Brunnersdorf, Bruneri villa, Prunerivilla, Prunerzow usw.
Das Dorf gehörte im 14. Jahrhundert zur Burg Pürstein (Perštejn). 1431 haben sich Alesch und Wilhelm von Schönburg hälftig geteilt. Altbrunnersdorf (Starý Prunéřov) mit der Kirche gehörte Wilhelm von Schönburg, der seinen Teil 1449 an Wilhelm d. Ä. von Ileburg verkaufte (siehe dazu auch: Burg Šumburk).
Ab 1453 sind auf der Burg und Alt Brunnersdorf die Vitzthums als Eigentümer geführt, zunächst Bernhard, dann Johann, und in den Jahren 1525–1555 Wolf Dietrich, bis 1557 sein Sohn Leo, begeisterter Lutheraner und schließlich seine Mutter Eleonora. Den zweiten Teil des Dorfes, das 1431 Alesch von Schönburg zugesprochen worden war, kaufte 1445 Nikolaus II. Lobkowicz von Hassenstein. Von ihm kaufte sie 1577 Leo von Vitzthum. Damit waren beide Ortsteile wieder vereint.
1590 kam es zur Teilung zwischen den Brüdern Christoph und Bohuslaus Felix von Vitzthum, der den Meierhöfe Bügelhof (Pigelhof) und Mohr (Mory) sowie Altbrunnersdorf (Starý Prunéřov) erbte. Auf Bügelhof erbaute er seine Festung, gegen Ende des 16. Jahrhunderts ließ er in Brunnersdorf ein Renaissanceschloss bauen. Bohuslaus Felix von Vitzthum übernahm dann noch Malkau (Malkov). Während seiner Herrschaft wurde die Lehenarbeit teilweise in Arbeit gegen Lohn umgewandelt.
Nach der Schlacht am Weißen Berg hat der königliche Rat Vitzthums gesamtes Eigentum beschlagnahmt und einen Teil am 30. Oktober 1623 an Jaroslav Borsita Graf von Martinic übereignet. Damit wurden zum zweiten und letzten Mal beide Ortsteile vereinigt. Martinic kaufte noch Hagensdorf (Ahníkov), welches dem Geschlecht der Stampach ebenfalls nach der Schlacht am Weißen Berg konfisziert wurde.
Das Geschlecht Martinic renovierte und erweiterte 1630 große Teile des Schlosses. Der Dreißigjährige Krieg bedeutete für Brunnersdorf Armut und Leid.
Ab 1655 kamen die Ländereien in den Herrschaftsbereichen der Hagensdorf-Brunnersdorf an den dritten Sohn des Jaroslav Borsitas, Maximilian Valentin. Nach 1678 wurden die Güter Hagensdorf und Brunnersdorf wieder geteilt. Brunnersdorf gehörte dem ältesten Sohn Jaroslav Bernhard, der 1685 ohne Nachfolger starb. Brunnersdorf zusammen mit der Burg Hassenstein (Hasištejn) erbte sein jüngerer Bruder Georg Adam, Herr auf Smečno und Slaný.
Nach ihm übernahm 1714 sein ältester Sohn Adolf Bernhard und 1735 Franz Michael die Ländereien. Die Kirche der Heiligen Peter und Paul wurde rekonstruiert. Nach seinem Tod 1773 starb der Brunnersdorfer Zweig der Martinitz aus. Das gesamte Gut übernahm Franz Karl von Martinic auf Hagensdorf (Ahníkov). Dieser war jedoch ebenfalls der letzte männliche Ahne. Nach seinem Tod erbte die Tochter von Franz Michael, Maria Anna Gräfin von Althann die gesamte Herrschaft, die aus 42 Dörfern und Siedlungen bestand. Sie vererbte den Besitz an ihre Tochter Maria Anna Gräfin von Firmian, der 1840 ihr Neffe Karl Friedrich Otto Graf Wolkenstein-Trostburg folgte. Nächster Besitzer war Franz Preidl Edler von Hassenbrunn, ihm folgten die Großindustriellen Emanuel Karsch d. Ä und d. J., die 1945 enteignet wurden.
1794 gehörten zum Schloss eine Pfarrei, Schule, Armenhaus, Bierbrauerei, Brennerei, Kistenfabrik und ein Herrenhof mit Schafstallungen. 1873 eröffnete die Buschtěhrader Eisenbahn die 12 km lange Strecke nach Chomutov. Die höchste Einwohnerzahl erreichte das Dorf 1930 mit 2324 Einwohnern und 320 Häusern. 
Laut Wanderkarte von 1939 existierte 1939 noch eine Bahnlinie Klösterle an der Eger-Kaaden/Brunnersdorf(Bahnhof zwischen Kaaden und Brunnersdorf)-Deutsch Kralupp-Komotau.
Am 1. Januar 1966 wurde Prunéřov zum Ortsteil von Kadaň. 
Bis vor 1967 mussten die nördlichen Teile von Brunnersdorf und auch das am Nordende des Dorfes östlich davon gelegene Schloss abgerissen werden zum Bau des Kraftwerkes Prunerov. 
1991 hatte der Ort 61 Einwohner. Im Jahre 2001 bestand das Dorf aus 20 Wohnhäusern, in denen 336 Menschen lebten.

### Ehemaliges Schloss Brunnersdorf
Östlich des Nordendes des ehemaligen Brunnersdorf befand sich das Schloss. Es handelte sich offenbar um eine Dreiflügelanlage, die einen Hof umschloss. Der Hauptflügel zeigte mit seiner Schaufront nach Südosten, der Hof öffnete sich nach Nordwesten.
Das Schloss wurde zusammen mit dem nördlichen Teil von Brunnersdorf vor 1967 zur Schaffung von Platz zum Bau des Kraftwerkes Prunerov abgerissen.

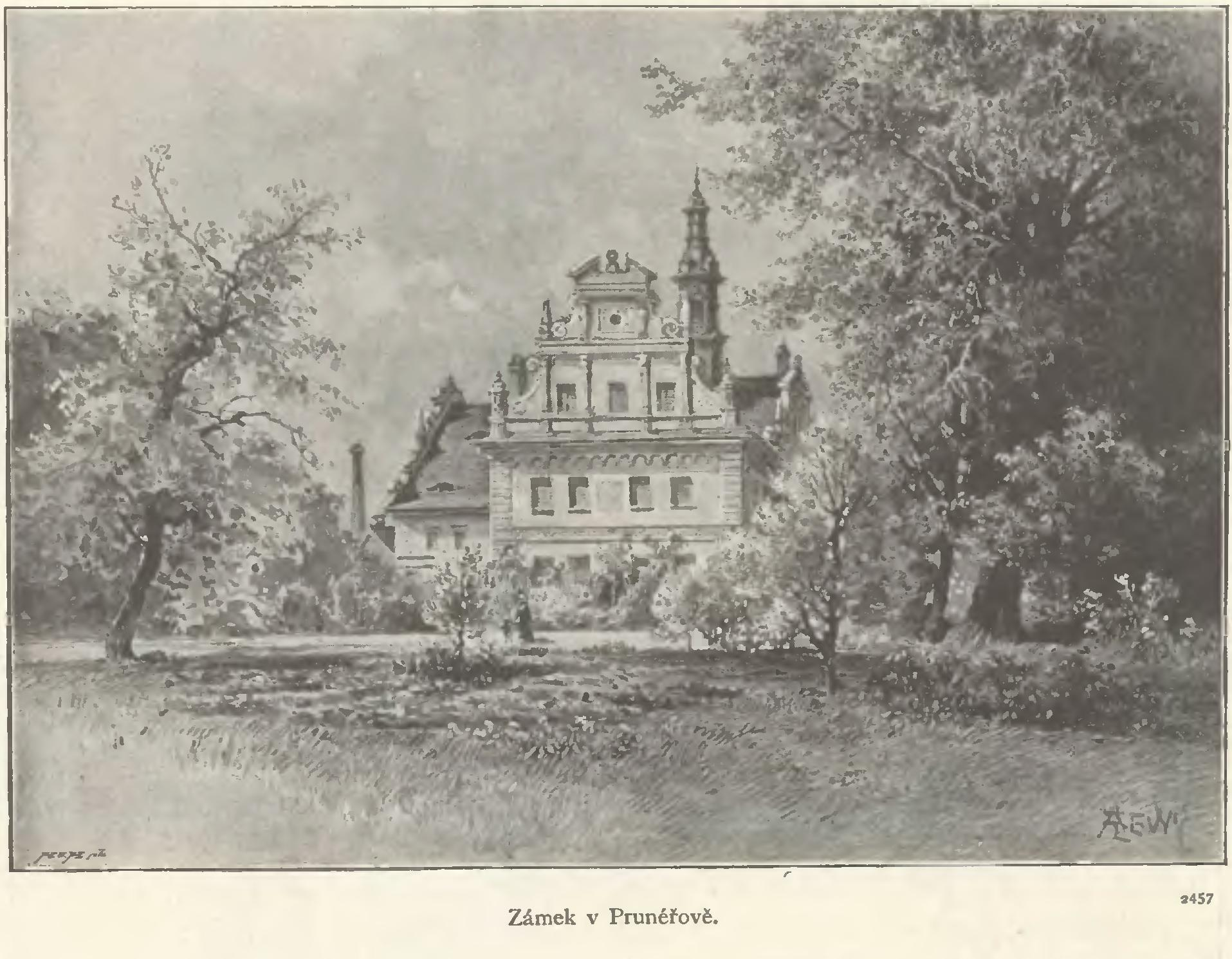
Schloss Brunnersdorf/Prunerov im Jahre 1896
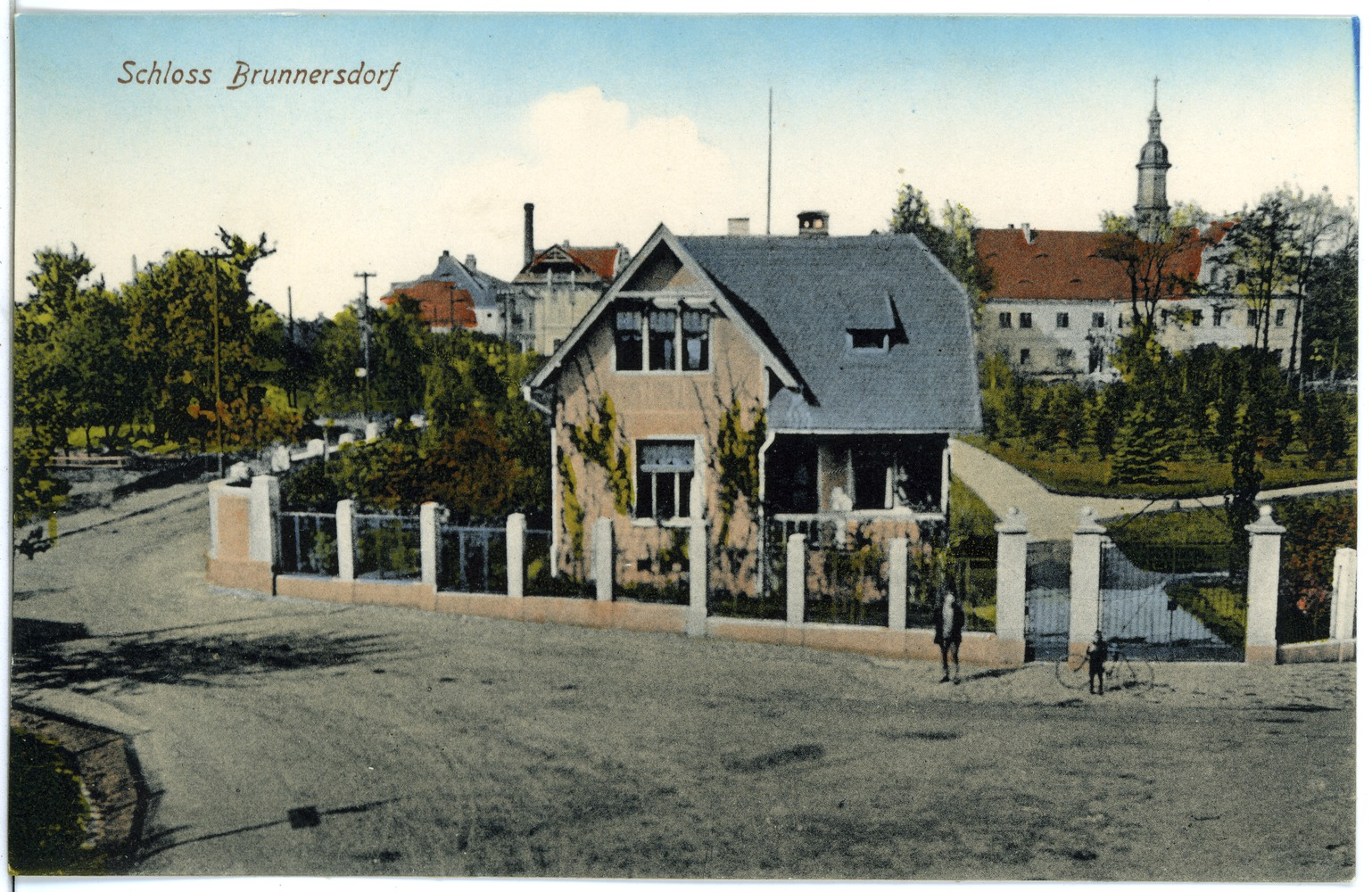
Schloss (Hintergrund) im Jahre 1916

## Bauwerke
Das Kraftwerk Prunéřov ist ein großes braunkohlegefeuertes Kraftwerk. Es hat einen 300 Meter hohen, einen 200 Meter hohen, und zwei 120 Meter hohe Kamine. Es hat 4 Blöcke zu je 110 MW. Zwei weitere Blöcke von je 100 MW des Kraftwerks Prunéřov, welches 1967/68 den Betrieb aufnahm, wurden Anfang der 1990er Jahre stillgelegt.

## Söhne und Töchter des Ortes
- Joseph Hain (1809–1852), Statistiker